# Christophorus Clavius
Christophorus Clavius (Bamberg, 1538. március 25. – Róma, 1612. február 6.) német származású jezsuita matematikus, csillagász.
Aloysius Lilius halála után XIII. Gergely pápa 1578-ban Claviusra bízta a Gergely-naptár elkészítését.
Christoph Clavius az egyik leginkább tisztelt és széles körben publikáló szerző a matematika és a csillagászat területén a 16. végén és a 17. század elején.  Könyveit széles körben használták, különösen a jezsuita egyetemeken. Ismert volt mint Ptolemaiosz és Euklidész fordítója és kommentátora. Ezen kívül kortárs szerzőkkel is foglalkozott, mint például Kopernikusz kozmológiai elméletével.
Clavius XIII. Gergely pápa egyik csillagásza volt (a kettő közül), aki a nyugati naptár megreformálásával foglalkozott. Mint ilyen, a naptárreform technikai kérdései és propagálása volt a feladata, amit 1582-ben vezettek be. Clavius a naptárreform kritikusaival is foglalkozott.

## Élete
Clavius életéről keveset tudunk. 1555-ben tagja lett a Jézus Társaságnak Rómában. A portugáliai Coimbra egyetemen folytatta tanulmányait. Itt figyelte meg 1560 augusztusában a teljes napfogyatkozást. 1561 közepén visszatért Rómába, ahol teológiai tanulmányokat folytatott a jezsuita Collegio Romano-ban. 1563-tól matematikát kezdett oktatni. 1564-ben felszentelték. 1570-ben megjelentette első kommentárját Sacrobosco Sphere című munkájához. 1574-ben jelentette meg Euklidész Elemek című munkáját, ez később több javított kiadásban megjelent.
Az 1570-es évek közepén Clavius elkezdte munkáját a pápa naptárreform bizottságában, ahol a részletek kidolgozását és az egyéb megoldások hibáinak elemzését végezte. A munka végeztével a naptárreform elfogadását javasolta, ami meghatározó volt a reform bevezetésében.
Élete során Clavius az akkor ismert matematikai témák mindegyikében publikált (ezek között csillagászati témák és csillagászati eszközök is voltak). Többek között aritmetika, algebra, szférikus csillagászat, napóra és asztrolábium témákban publikált.
Clavius és Galilei időnként leveleztek az 1587-es évtől kezdve. Galilei az egyetemi előadásaiban erősen támaszkodott Clavius munkáira.